# Anders Sjöberg (ingenjör)

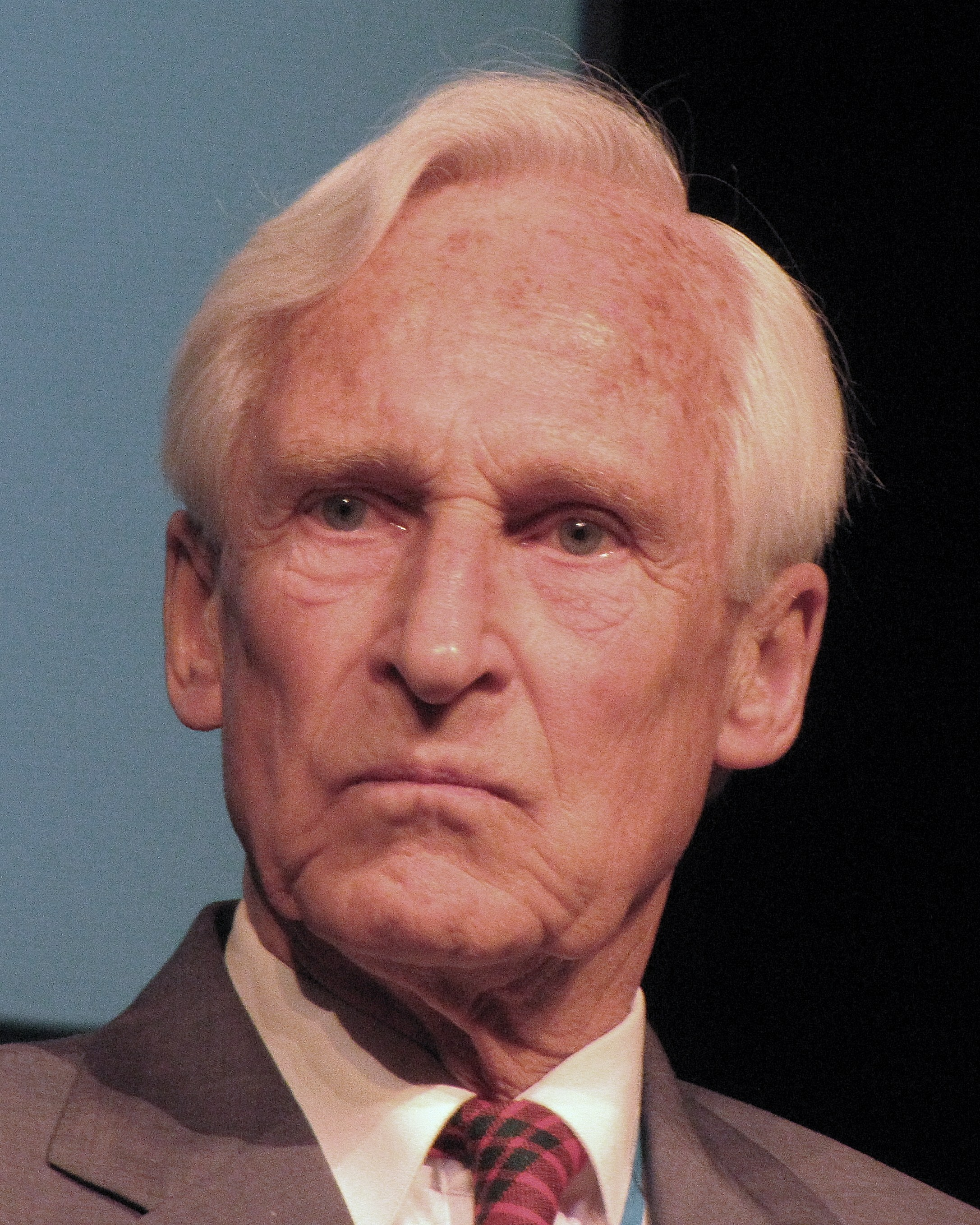
Anders Sjöberg 2012.

Bo Anders Sjöberg, född 1935 i Gustavi församling, är en svensk civilingenjör som varit professor och rektor vid Chalmers tekniska högskola.
Anders Sjöberg avlade civilingenjörsexamen 1961 vid Chalmers tekniska högskola i Göteborg och blev teknologie doktor vid samma lärosäte 1976. Han var från 1978 professor i vattenbyggnad vid Chalmers. Efter att ha varit V-sektionens dekanus 1984–1989 var Sjöberg rektor för Chalmers 1989–1998. Han var därefter styrelseordförande för Chalmers Lindholmen högskola AB, då Campus Lindholmen fortfarande var en egen juridisk enhet.
Sjöberg invaldes 1990 som ledamot av Kungliga Ingenjörsvetenskapsakademien i avdelning III (byggteknik), men flyttades år 2000 till avdelning XI (utbildning och forskning). Han var akademiens vice preses 1996–1998. Han blev 1994 ledamot av Kungliga Vetenskaps- och Vitterhetssamhället i Göteborg. Chalmersska Ingenjörsföreningen tilldelade honom Gustaf Dalénmedaljen år 2000 och han tilldelades Chalmersmedaljen 2001.